# Grabówka (powiat oleski)
Grabówka – osada leśna w Polsce, położona w województwie opolskim, w powiecie oleskim, w gminie Praszka.
W latach 1975–1998 miejscowość należała administracyjnie do województwa częstochowskiego.